# Ypton 22
Die Ypton 22 ist eine kleine Fahrtenyacht aus GFK, welche ab 1982 von der Yachtwerft Berlin produziert und in der DDR als auch der BRD bis zur Wiedervereinigung vertrieben wurde. Der Entwurf stammt von Ulrich Czerwonka. Die Fahrtenyacht weist ein Längen-Breiten-Verhältnis von 2,8:1 auf, der Ballastanteil beträgt ungefähr 41 %.
Laut Leistungsdaten der Werft ist der Fahrbereich des Fahrtenkreuzers das Binnenrevier und der küstennahe Bereich bis zu 4 Beaufort (Bft). Mit gerefftem Groß lassen sich 5 Bft mit Böen bis zu 7 Bft gut und sicher segeln.

## Rumpf
Der Bootskörper ist im Handauflegeverfahren hergestellt. Die Festigkeit des Rumpfes wird durch ein integrales Quer- und Längsträgersystem verstärkt. Die Spanten bestehen aus Schaumstoff-Formteilen, welche einlaminiert sind. Kollisionsschott, Kajütboden und Viertelschotten bestehen aus GFK. Der Rumpf wird an der Außenseite durch Gelcoat geschützt, in das Dekorstreifen und Wasserpass eingearbeitet sind.

## Kielvarianten
Die Ypton 22 wurde als Kielschwert- und als Kielboot gefertigt. Der Kiel besteht aus ca. 550 kg Stahlguss und ist mit einem Epoxidharz-Grundanstrich versehen. In seinem Inneren befindet sich ein drehbar gelagertes Schwert aus verzinktem Stahl. Dieses erhöht im abgesenkten Zustand die Lateralplanfläche. Ein zusätzlicher Schwertkasten im Bootsinneren entfällt. Die Bedienung erfolgt über das Schwertfall im Cockpit.

## Cockpit
Das Cockpit ist mit einem hohen Süllrand und einem relativ geradem Spiegel versehen. In die Plicht sind zwei Backskisten mit einer Öffnung von 30 × 60 cm eingearbeitet. Außerdem wird eine verschließbare Achterpiek vorgehalten, in die bei Bedarf der Tank für den optionalen Außenbordmotor untergebracht werden kann. Das Cockpit ist selbstlenzend.

## Deck
Das Deck besteht aus GFK in Sandwichbauweise und wird ebenfalls im Handauflegeverfahren unter Verwendung von Balsaholz hergestellt. Kajütaufbau und Cockpitwanne sind mit angeformt. Die Struktur der Trittbereiche sorgt für Rutschsicherheit. Der Kajütaufbau beinhaltet 8 mm starke Acrylglasfenster, Vorschiffsluke und Schiebeluk. Im Bug befindet sich ein eingeformter Ankerkasten mit verschließbarem Deckel. Deck und Rumpf sind nach dem Verkleben verschraubt. Eine Scheuerleiste aus Kunststoffprofil befindet sich umläufig.
Zur Decksausrüstung gehören Fockschotwinschen mit Kurbel, Fallwinschen und Umlenkrollen auf dem Kajüttisch, Fallenstopper, Genua-Schienen mit Schlitten, ein optionaler Deckslüfter, Festmacherklampen, Handläufe, Püttinge, Bugbeschlag, Bug- und Heckkorb mit Relingstützen und kunststoffüberzogenem Drahtseilzug mit Terminalen.

## Einrichtungsvarianten
Die Einrichtung ist in Mahagoni ausgeführt. Die Anordnung der Kojen ist einrichtungsabhängig. Ein Trocken-WC kann im Vorpiekraum untergebracht werden. An der Maststütze ist ein höhenverstell- und drehbarer Tisch befestigt. Die Stehhöhe unter Deck beträgt etwa 1,4 m. Unter der Vorluke beträgt sie rund 1,10 m.  Die Belüftung erfolgt über das Schiebeluk, die Vorluke oder den optionalen Pilzlüfter.

## Takelage
Mast und Großbaum bestehen aus seewasserfestem Aluminium. Sie sind mit Vor- und Achterstag ausgestattet. Eine Spinnakerausrüstung ist optional. Der Mast ist dafür vorbereitet. Der Mast ist mit einer Entlastungsfeder ausgestattet und lässt sich daher unkompliziert ohne Jütvorrichtung legen.

## Ruderanlage
Die Ruderanlage besteht aus einem starren Ruderblatt, welche am Spiegel montiert ist. Das Ruderblatt ist im Unterwasserbereich profiliert. Die Vorbalancierung des Ruderblattes sorgt für einen geringen Kraftaufwand am Handgriff der Ruderpinne.

## Motorenbetrieb
In die Backbordseite des Spiegels ist zur Verstärkung eine 12 mm starke Sperrholzplatte einlaminiert. An dieser kann eine Motorhalterung moniert werden. Als Heckmotor ist ein Außenborder mit bis zu 9 kW Leistung optional erhältlich. Es besteht weiterhin die Möglichkeit, einen Einbaumotor unterhalb des Cockpitfußbodens zu montieren.